# Matsukaze (destroyer, 1923)
Pour les autres navires du même nom, voir Matsukaze (destroyer).
Le Matsukaze (松風) est un destroyer de la classe Kamikaze construit pour la Marine impériale japonaise pendant les années 1920.

## Historique
Au moment de l'attaque de Pearl Harbor le 7 décembre 1941, le Matsukaze fait partie de la 5e division du 5e escadron de destroyers (3e flotte), déployé depuis le district de garde de Mako, dans les Pescadores, dans le cadre de l'opération M (invasion des Philippines), au cours duquel il assiste les débarquements des forces japonaises dans la zone du golfe de Lingayen.
Au début de 1942, le Matsukaze est affecté à l'escorte des convois de troupes vers la Malaisie, ainsi qu'en Indochine française. Affectée à l'opération J (invasion de Java dans les Indes orientales néerlandaises), le destroyer participe à la bataille du détroit de la Sonde le 1er mars. Au cours de cette bataille, il coule, en compagnie du destroyer Shiokaze (en), le dragueur de mines de la Marine royale néerlandaise Endeh.
Le 10 mars, le Matsukaze et sa division sont réaffectés à la Flotte de la région sud-ouest (Southwest Area Fleet), escortant des convois de troupes de Singapour à Penang, Rangoon et Makassar. Le 31, le destroyer fait route vers l'arsenal naval de Yokosuka pour une révision.
À partir de juin 1943, le Matsukaze est réaffecté dans la 8e flotte et déployé à Rabaul à la fin du mois de juin. De juin à septembre, il effectue plusieurs missions de transport de troupes « Tokyo Express » vers Kolombangara et participe à l'évacuation des forces japonaises de Vella Lavella en octobre. À la fin d'octobre, le Matsukaze retourne à Yokosuka pour des réparations.
Le 9 décembre 1943, le Matsukaze retourne à Rabaul en effectuant de nombreux « Tokyo Express » à travers les îles Salomon, en particulier vers la Nouvelle-Bretagne jusqu'à la fin du mois de janvier. Les 17 et 18 février 1944, pendant l'opération Hailstone, le Matsukaze parvient à s'échapper avec des dégâts moyens provoqués par des accidents évités de justesse et des mitraillages, retournant à Yokosuka via Saipan et Hahajima le 1er mars pour y être réparé.
Après des réparations achevées en mai 1944, le Matsukaze est réaffectée dans la 30e division du 3e escadron de destroyers de la Flotte de la zone du Pacifique central (Central Pacific Area Fleet (en)), escortant des convois entre l'archipel japonais et Saipan. Le 9 juin 1944, après avoir quitté Tateyama avec un convoi à destination de Saipan, le Matsukaze est torpillé et coulé le 25 août, à 70 milles (110 km) au nord-est de Chichi-jima (archipel d'Ogasawara), à la position 26° 59′ N, 143° 13′ E,
par le sous-marin USS Swordfish.
Le navire est rayé des listes de la marine le 10 août 1944.